# Bombardeo de Omoa
El Bombardeo de Omoa fue un asalto del barco británico Niobe al mando de Sir Lambton Loraine a la fortaleza hondureña de San Fernando de Omoa entre el 19 y 20 de agosto de 1873.

## Bombardeo

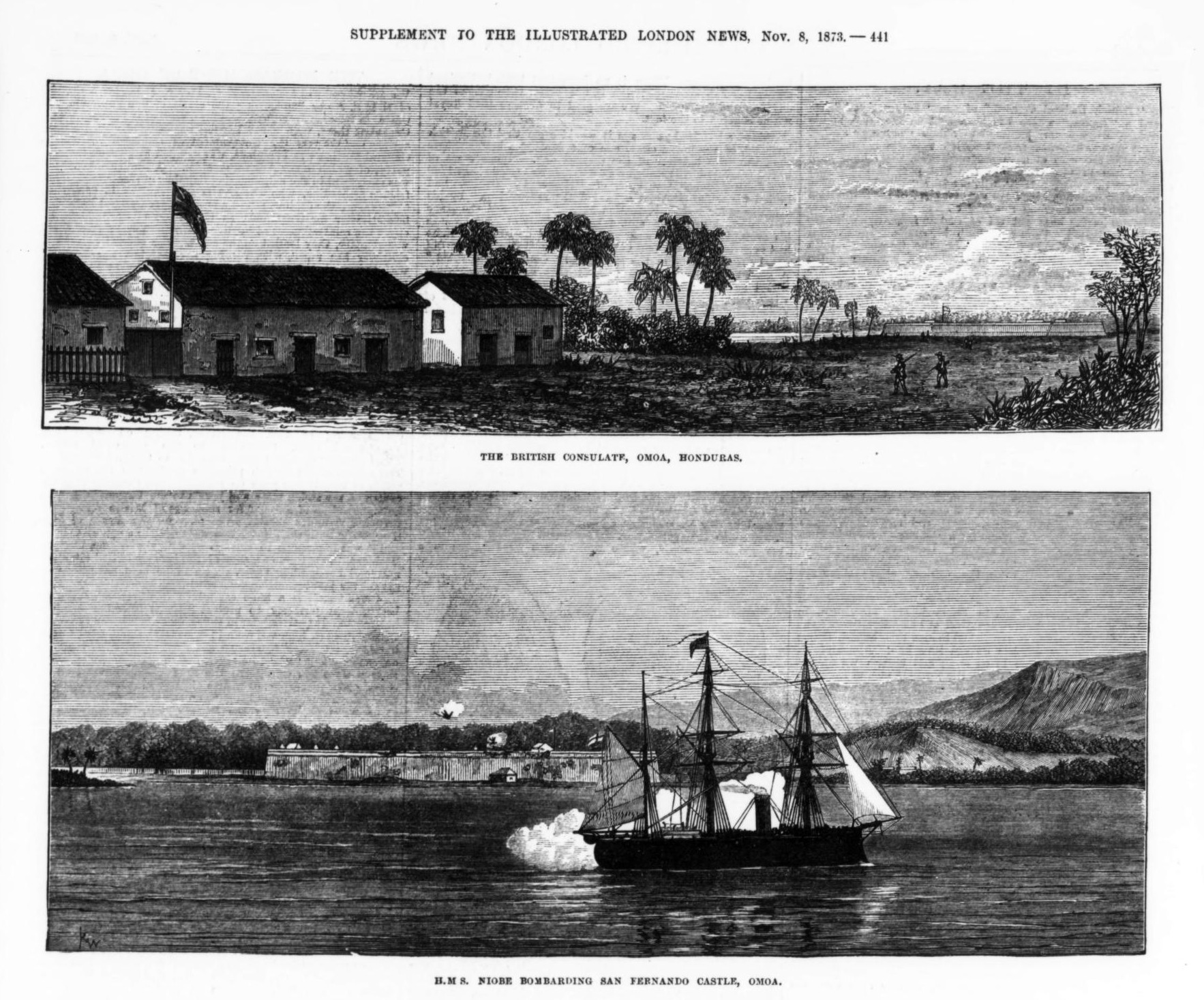
HSM Niobe bombardeando el fuerte de San Fernando de Omoa

El barco Niobe, anteriormente en Trujillo bajo el control del gobierno de Arias, regresó a Puerto Cortés y reapareció frente a Omoa durante la noche del 18 de agosto de 1873. En la mañana del 19 de agosto, un oficial de la fragata se acercó al general Streber con una comunicación del capitán Sir Lambton Loraine.
El mensaje describía los siguientes eventos: 
1) El Consulado Británico había sido violado por oficiales y tropas de la ciudad, y una cantidad importante de bienes, incluidas joyas pertenecientes al Vicecónsul, habían sido robados.
2) La ciudad de Omoa había sido saqueada por orden del Comandante de la Fortaleza, lo que resultó en la pérdida de propiedades propiedad de los británicos, específicamente del Sr. Guild and Co y del Sr. Johnston.
3) Los súbditos británicos T. Smith, C. Davis y otros dos habían sido capturados sin ningún motivo criminal y obligados a realizar el servicio militar. Además, la inglesa Mary Anna Smith había sido encarcelada en el castillo.
Al recibir esta comunicación, el comandante del Niobe solicitó la liberación de los súbditos británicos retenidos por el general Streber, tanto militares como prisioneros. Exigió un pago de 100.000 dólares en oro y plata para compensar las pérdidas sufridas por los súbditos británicos durante el saqueo de la ciudad el 17 de agosto. También se devolverían las posesiones robadas al cónsul británico. Por último, se pidió al general Streber que indicara las reparaciones que pensaba hacer por el insulto cometido el 19 de agosto, cuando el consulado británico fue abierto por la fuerza y saqueado por sus oficiales y tropas.
El Comandante de Omoa buscó audiencia con el Capitán del Niobe, pero le fue negada. Mientras tanto, se produjo un incidente: el comandante del Castillo, con el objetivo de levantar la moral, anunció la victoria del general Solares en Chamelecón, festejando con tres cañonazos. En respuesta, el Niobe inició inmediatamente un bombardeo, izando la bandera británica. El bombardeo continuó durante el día y la noche del 19 de agosto hasta el 6 Soy el 20 de agosto cuando el comandante de la fortaleza izó una bandera blanca.
Bajo la amenaza de los cañones, el Comandante de Omoa acordó un tratado, comprometiéndose a liberar a los prisioneros, devolver las joyas reclamadas y firmar un documento prometiendo que el Gobierno de Honduras pagaría en efectivo todas las pérdidas sufridas durante el saqueo de Omoa.